# 真如 (佛教)
- 關於吐蕃的一一级行政单位，請見「如」。
- 關於其他名称相似的页面，請見「真如」。

真如（羅馬化：tathātā，羅馬化：tathatā）或實如（羅馬化：bhūta-tathatā），又譯為如實、如如、本無、如，佛教術語，一般被解釋為法的本性，即法的真實本質，也就是法的真實自性。

## 字源
梵語與巴利語皆源自副詞（tathā），意為這樣地、如此地、如是地，再加上抽象名詞語尾（tā）之後而來，用來表示「如此如此地呈現」、「如是呈現的狀況」，是讓事物（法）如同它存在一般的存在、成為它成為的那個性質，也就是事物的真實本質。釋迦牟尼住世時，經常自稱「如來」（羅馬化：Tathāgata），也是來自這個字根。漢譯佛經時，為了要正確地表示宇宙真實名相的真情實意，只能用「如」或「如如」來形容，意即「就是那樣子」的意思。
梵語可見於現存的《金剛經》梵文本中，譯為「真實真如」或「實性真如」，義即《解深密經》七真如中的「實相真如」，如來是無虛妄顛倒的諸法實性的異名。其中的（bhūta）源自動詞（bhū）的過去分詞，意為已形成、已存在、已成為，可以被引申為存在、本質、此在、存有（英語：Being）、真實、眾生、元素、萬物、神明等。漢譯為實、真實。在表示實性的「如」前，加入表示無虛妄顛倒的修飾詞「真」，合為「真如」，表達了「這如是呈現的性質」，是比起事物表象存在，還要真實的內在存在。

## 譯名
佛教的理念認為，眾生的根器不同，而現實中佛教名相又深奧難通，因而，在翻譯家思維、運用佛教語言、表達佛教名相、令眾生接受佛教理念的過程中，難免對概念名稱有所增減，難能恰到其位。
在東晉之前的早期漢傳佛教佛經譯籍將「真如」譯為「本無」，學者一般認為這是受道家老子思想的用詞影響，以格義方式漢譯而成。當時甚至曾出現「本無宗」。鳩摩羅什譯師翻為「如」，求那跋陀羅譯為「如如」，為直譯。菩提流支與玄奘譯為「真如」，為直譯與意譯混合。在玄奘之後，多譯為真如。

## 同義與近義詞
佛教中，真如被用來表示諸法的真實相貌，因為各宗派在教義上，對“真如”有不同角度的詮釋，因此“法性”、“實際”、“實相”、“真實”、“實性”、“法界”、
“法身”、“真性”都經常被當成真如的同義詞，來代換使用。
依各宗派宗義，真如也被等同於一些特定術語，中觀學派將真如等同於“空性”；如來藏學派將真如等同於“如來藏”、“佛性”等。
天台宗歸納《法華經》，提出十如是。

## 理論概述
在分別說部宗義、龍樹《大智度論》和唯識學派五位百法等中，“如”即“真如”屬無為法。

### 阿含經本源
釋迦牟尼佛教導多聞聖弟子正知善見緣起緣生法，透過真實正觀，色法等五蘊，為無常、苦、非我、非我所，而真實智生，最終解脫。真實正觀諸法真實的法性，因難以用語言表示，又以“如”、“如實”、“法如”、“法爾”等來形容它。

### 部派佛教理論
部派佛教時期，對於實如觀察的結果，起了種種學說。在說一切有部所誦持的《雜阿含經》中，因緣法是「此有故彼有」而緣生法是「此法常住、法住法界、隨順緣起」；而此經的《相應部》和《法蘊論》版本則為緣起是「依此有彼有、法住法界」而緣生法是「無常、有為、所造作」法。《大毘婆沙論》將依據此段論述而認為“緣起是無為”者批判為分別論者。
《十八部論》和《部執異論》記載化地部的本宗同義有：「無為法有九種：一、思擇滅，二、非思擇滅，三、虛空，四、無我，五、善如，六、惡如，七、無記如。八、道如。九、緣生如。」
南傳《論事》註釋者覺音記載，北道派主張諸法的如性，即自性，屬無為法。學者據此認為在佛教部派中，北道派是最早提出真如學說的學派。

### 大乘佛教理論
“真如”的最早理論詳述見於《解深密經》，有七真如：流轉真如，相真如，了別真如，安立真如，邪行真如，清淨真如，正行真如。玄奘所翻譯的“了別真如”也有譯為“心真如”。
在《瑜伽師地論》中“真如”是轉依的所緣，而轉依成滿，是名如來法身之相。
《寶性論》稱如來藏為有垢真如，佛的法身為無垢真如。